# LXI Puchar Gordona Bennetta (balonowy)
61. Puchar Gordona Bennetta – zawody balonów wolnych o Puchar Gordona Bennetta, które rozpoczęły się 8 września 2017 roku we Fribourgu.

## Uczestnicy
Wyniki zawodów.
| Zajęte miejsce | Nr zespołu Nr balonu Nazwa balonu        | Załoga pilot pomocnik pilota               | Kraj              | Czas lotu [h] | Odległość [w km] | Miejsce lądowania Miejscowość (Państwo) |
| -------------- | ---------------------------------------- | ------------------------------------------ | ----------------- | ------------- | ---------------- | --------------------------------------- |
| 1.             | FRA-1 F-PPGB Saint Michel                | Vincent Leÿs Christophe Houver             | Francja           | 36:20         | 1836,06          | Võru (EST)                              |
| 2.             | SUI-1 HB-QKF MM Technics                 | Kurt Frieden Pascal Witprächtiger          | Szwajcaria        | 46:35         | 1366,78          | Popowo (POL)                            |
| 3.             | ESP-1 EC-MAK Kamaroti                    | Anulfo Gonzalez Redondo Angel Aguirre Rial | Hiszpania         | 46:19         | 1334,24          | Niećkowo (POL)                          |
| 4.             | SUI-2 HB-QRV Fribourg-Freiburg Challenge | Laurent Sciboz Nicolas Tièche              | Szwajcaria        | 26:13         | 1308,59          | Lawki (POL)                             |
| 5.             | GER-2 D-OGYN White Pill in the Sky       | Dr. Heinz-Otto Lausch Tobias Lausch        | Niemcy            | 43:12         | 1282,62          | Grabowo (POL)                           |
| 6.             | GER-1 D-OENH Pearl                       | Himke Hilbert Dominik Haggeney             | Niemcy            | 44:30         | 1248,29          | Purda (POL)                             |
| 7.             | AUT-2 D-OZZI                             | Thomas Lewetz Christian Wagner             | Austria           | 45:21         | 1242,62          | Orneta (POL)                            |
| 8.             | POL-2 SP-BMZ Misia                       | Krzysztof Zapart Bazyli Dawidziuk          | Polska            | 26:01         | 1214,87          | Bożęcin (POL)                           |
| 9.             | GBR-1 D-OCOX Belgica II                  | John Edward Rose Colin Butter              | Wielka Brytania   | 37:41         | 1139,29          | Burztynowo (POL)                        |
| 10.            | USA-1 N505HY Foxtrot Charlie             | Peter Cuneo Barbara Fricke                 | Stany Zjednoczone | 22:21         | 1110,78          | Mazowsze (POL)                          |
| 11.            | FRA-3 F-PALL Marie Marvingt              | Benoît Péterlé Benoît Pelard               | Francja           | 22:44         | 1109,46          | Okoniny Nadjeziorne (POL)               |
| 12.            | POL-1 D-OABD Orzeł Biały                 | Mateusz Rękas Jacek Bogdański              | Polska            | 22:24         | 1103,77          | Barcino (POL)                           |
| 13.            | CZE-1 D-OFVA Warsteiner                  | Jan Smrčka Ales Vasicek                    | Czechy            | 22:08         | 1076,78          | Lubraniec (POL)                         |
| 14.            | FRA-2 F-PPSE Petit Prince                | Pascal Joubert Hervé Moine                 | Francja           | 23:53         | 1054,98          | Kruszwica (POL)                         |
| 15.            | BEL-1 D-ORON Estelle                     | Philippe De Cock Geert Peirsman            | Belgia            | 23:25         | 1044,88          | Barcin (POL)                            |
| 16.            | AUS-1 HB-QHP Ajoie                       | Dariusz Brzozowski Steven Griffin          | Australia         | 21:27         | 1044,16          | Szubin (POL)                            |
| 17.            | SUI 3 HB-QPJ Zürich                      | Walter Gschwendtner Max Krebs              | Szwajcaria        | 20:32         | 1016,93          | Konin (POL)                             |
| 18.            | GER-3 D-OTLI Russian Record Factory      | Matthias Zenge Benjamin Eimers             | Niemcy            | 23:15         | 999,29           | Pęczerzyno (POL)                        |
| 19.            | JPN-1 JA-A1044                           | Saburo Ichiyoshi Komei Hashimoto           | Japonia           | 17:57         | 969,41           | Gutów (POL)                             |
| 20.            | USA-2 D-OMFE Eimermacher                 | Cheryl White Mark Sullivan                 | Stany Zjednoczone | 21:53         | 823,69           | Osetnica (POL)                          |
| 21.            | LTU-1 D-OWML Warsteiner                  | Komza Robertas Danielius Augustas Komza    | Litwa             | 19:47         | 815,53           | Lipiany (POL)                           |